# József Attila Múzeum
A József Attila Múzeum Makó város múzeuma, gyűjtőterülete a makói járás tizenhat községére terjed ki.

## Története
Dr. Herrmann Antal Csanád vármegye tiszteletbeli főlevéltárosa 1924-ben memorandumot juttatott el Purgly Emil főispánnak, amelyben a nemzeti hagyomány megmentése érdekében javasolta egy megyei múzeum felállítását. Elgondolása szerint a vármegyének általános közművelődési egyesületet kellene létrehoznia, de egy kultúrházat is kért a város számára.
1937-ben a Csepregi Imre vezérletével nemrégiben újjáalakított Csanádvármegyei Történeti és Régészeti Társulat elődje jogutódjaként visszaigényelte a főgimnáziumtól a letétként őrzött tárgyakat. Arany-, ezüst-, nikkel-, bronz- és rézpénz jutott így a birtokába, de több olyan tárgyat és okmányt is megkapott, amelyeket a gimnázium 1903 óta gyűjtött össze. Mindezek tárolását két nagyméretű szekrényben oldották meg, amelyeket a vármegyeháza szárnyépületében helyeztek el. Az újabb ásatások leletei a szegedi egyetem Régiségtudományi Intézetébe kerültek. Ez utóbbi szervezet egyébként a makói régészeti tárgyak preparálását és restaurálását magára vállalta.
1938 januárjában közel 32 ezer pengő gyűlt össze a Kelemen László-emlékalapra; a városban heves vita bontakozott ki azzal kapcsolatban, hogy ezt szoborra, színház, művelődési ház, vagy múzeum létesítésének céljára használják-e föl. Végül úgy döntöttek, hogy 50 pengő kivételével a teljes összeget múzeumalapításra fordítják. Belügyminisztériumi engedéllyel a 28 ezer pengőnyi Návay Lajos szoboralapot is hozzáadhatták a múzeumra szánt pénzhez.
A Felvidék visszacsatolásával megüresedett a DMKE internátus, mert az intézményt Kassára költöztették. Alkalom kínálkozott, hogy a múzeumot, könyvtárat és a levéltárat itt helyezzék el. A múzeumban a tervek szerint létesítettek volna egy mezőgazdasági osztályt is, ahol a makói hagyma, a mezőhegyesi ménesbirtok és a bánkúti ciroktermesztés lett volna bemutatva; a törvényhatóság tulajdonában lévő 180 kép volt szánva a képzőművészeti gyűjtemény alapjának; az apátfalvi népviseletet és a vármegye népművészeti emlékeit egy etnográfiai részlegben kívánták bemutatni. A város közgyűlése 85 igen szavazattal 1 nem ellenében megszavazta az épület megvásárlását. Az új létesítményt a Magyar Tudományos Akadémia könyvadománnyal, a Közgyűjtemények Országos Főfelügyelősége szakfolyóirat-előfizetéssel és pénzadománnyal, a Magyar Természettudományi Társulat Csanád vármegye növényvilágát felölelő anyaggal támogatta.
1943-ban a Régiségtudományi Intézet helyszűke miatt visszaküldte Makóra a náluk tárolt gyűjteményt, ezt a június 15-ére bebútorozott múzeumban el is helyezték. Egy apátfalvi szoba berendezésével kezdődött el a néprajzi osztály szervezése. Ez év decemberében már közel 2800 múzeumi tárgy volt kiállítva, de az okiratok és az éremgyűjtemény nagyközönség előtti bemutatását a második világháború utánra halasztották. 1944 szeptemberében, a város kiürítésekor a régészeti gyűjtemény értékesebb részét ládákba csomagolták, és vasúton elszállították. A szerelvény Zalaegerszeg környékén amerikai szőnyegbombázás áldozata lett; az éremgyűjteményt a szovjetek hordták szét a parancsnokuk által engedélyezett szabad rablás során.
A Múzeumok Országos Központja a háborút átvészelt régészeti edénytöredékekből álló gyűjteményt 1950-ben múzeummá nyilvánította, majd kinevezte Pesovár Ernő utolsó éves muzeológus hallgatót főhivatású múzeumvezetővé. Az így létrejött intézményt József Attiláról nevezték el; 1951-ben beköltöztették a Megyeház u. 4. szám alatti romantikus stílusú nemesi kúriába, amit a Szegedi Tervezőiroda tervei alapján 1952-ben – a múzeumi funkció figyelembevételével – felújítottak, átalakítottak. 1970-ben emeletráépítést terveztek az épületre, de az alapfalak kibontásakor derült ki, hogy a belső főfalak sárba vannak ágyazva. Statikai okok miatt a falazatot a padlóvonalig le kellett bontani, majd közel egy évtizedig állt az építkezés. Végül 1981-ben a kúriát lerombolták, és a helyén felépítették a ma is álló új múzeumépületet, amelyet Vincze Mihály tervezett. A monoton homlokzatra Varga Imre épületplasztikáját helyezték: a református ótemető kopjafáiból összeállított kompozíció az idő múlását érzékelteti.
Az 1960-as évektől a gyűjtemény folyamatosan növekedett, létrejött a helytörténeti gyűjtemény; a néprajzi, ami népi viseleteket, festett bútorokat, mezőgazdasági- és háztartási eszközöket és kézműves műhelyeket tár a nagyközönség elé; az irodalmi gyűjtemény, amelynek legértékesebb darabjai József Attila kéziratai; létrehozták a képzőművészeti gyűjteményt, aminek alapját az 1920-as, az 1970-es és 80-as évek művésztelepeinek alkotásai, valamint a jeles államférfikat és uralkodókat bemutató történelmi arcképcsarnok képezte az alapját.
1979-ben elkészült a múzeum irodalmi kiállítóhelye, az Espersit-ház; az új főépület felépítésével egy időben kialakították a belső udvarban a skanzen épületeit. 1980-ban megnyílt az ópusztaszeri Nemzeti Történeti Emlékparkban a makói hagymás ház. Később a József Attila Múzeumban kiállított anyag természettudományi, fényképi, adattári és történeti dokumentációs gyűjteménnyel bővült. Az épület földszinti terme időszaki kiállításoknak adott otthont, az emeleten pedig elkészült a „Makó 700 éve” című állandó kiállítás, ami a város történetét tárja a nagyközönség elé. A látogatók megismerhették a település születését, mezővárossá fejlődését; kiállították az 1299. évi oklevelet, ahol már Makófalvaként említik a települést; a kiállítás felölelte az elmúlt évszázadokat, az 1970-es árvíz képei zárták azt.
2008-ban a Csongrád Megyei Önkormányzat 54 millió forintot nyert az Oktatási és Kulturális Minisztérium Alfa programjából a József Attila Múzeum modernizálására. A beruházás keretein belül megközelíthetővé tették az épület bejáratát és az udvari skanzent a mozgáskorlátozottak számára. Felújították és kibővítették a vizesblokkokat, korszerűsödött a fűtésrendszert; az ablakok jelentős részét hőszigetelőre cserélték, új világítást és vízzáró szigetelést kapott az épület, és klímaberendezéseket is felszereltek. A kiállított tárgyak és dokumentumok UV-fényvédelmét álmennyezettel biztosították. Kialakítottak egy 40-50 fő befogadására alkalmas előadó és foglalkoztató termet is. Az építőipari munkálatokba a makói alvállalkozókon kívül besegítettek a Galamb József Szakképző Iskola tanulói is.
Kialakították az új várostörténeti kiállítást is, ami a „Küzdelmes évszázadok” nevet kapta; az újonnan beszerzett modern technikai eszközök és multimédiás ismerethordozók látványosabbá tették a tárlatot. Elkészült egy új képtár is, amely egységben láttatja a gyűjtemény legértékesebb festményeit, a kiállítás hanganyaga pedig a bemutatott korszakok életérzését és hangulatát kívánja érzékeltetni. A munkálatok januárban kezdődtek és márciusban fejeződtek be; az új kiállítást 2008. június 26-án nyitotta meg Schneider Márta kulturális szakállamtitkár és Magyar Anna, a megyei közgyűlés elnöke.

## Állandó kiállítások

### Küzdelmes évszázadok
A kiállítás Makó történetét mutatja be az újjátelepüléstől (1699) a rendszerváltásig, tehát gyakorlatilag a város elmúlt 300 évét látogatóbarát környezetben, érintőképernyős számítógépes terminálokkal. Kialakítottak három enteriőrt: egy apátfalvi tisztaszobát festett bútorokkal, fehér hímzéses párnákkal, felvetett ággyal és tükrös szentképekkel, a sarokban búbos kemencével; egy reformkori nemesi szalont, ahol a földeáki Návay család bútorait és arcképeit állították ki, a látogatókat pedig 19. századi muzsika fogadja; és egy polgári ebédlőt, aminek berendezése Espersit János lakásának, az Espersit-háznak dísze volt. Ez utóbbiban alföldi festők képeit helyezték a falakra, a korabeli gramofonból Karády Katalin előadásában a kor slágerei, az ismert háborús dalok szólnak.
A három évszázadot bemutató kiállításon megtekinthetőek a 16. században és a Rákóczi-szabadságharcban használt osztrák tiszti sponton, két alabárd egy csontberakásos balkáni puska, egy dragonyos sisak, és egy-egy katonai térkép 1695-ből és 1696-ból; a reformáció városi elterjedését szemléltető keresztelő kancsó és tál, úrasztalterítő, valamint Szikszai György makói prédikátor Keresztyén tanítások és imádságok című munkája; az újkori írásos dokumentumok közül a pozsonyi magyar kamara oklevele, Makó város pecsétje 1615-ből, Vertics József vármegyeház terve, valamint a Makó Mezeő Várossának Urbarioma című munka. Felvonultatja a reformkor és az 1848-as szabadságharc nagy alakjait, úgymint Návay Tamást és Dobsa Lajost. A dualizmus időszakából felvonultatja az infrastrukturális fejlesztéseket, a makói hagyma világhírűvé válását. Hollósy Kornélia opera-énekesnő egy időben a városban élt; a múzeumban megtekinthető hímzett tarsolya, valamint a róla készült rajzok. A kiállítás végül a 20. század bemutatásával zárul, különös figyelmet szentelve Makó híres szülötteinek, Pulitzer József sajtócézárnak és Galamb József konstruktőrnek. Fényképek segítségével megelevenednek az 1956-os forradalom és az 1970-es árvíz eseményei. A tárlat a rendszerváltás, és az első demokratikus választások helyi történéseivel zárul.
Megtekinthető a híres makói piac egy 20. századi életképe is, amivel a látogatók bepillanthatnak a térség földművelő és iparos lakóinak tárgyi világába. Korhű viseletekbe öltöztetett bábuk – pereces, kenyér-, kendő-, cserép-, és mézeskalácsárus kisbíró, vándorköszörűs, parasztgazda, valamint az újságárus bódéjával együtt – tekinthetők meg.

### Történelmi arcképcsarnok
A kiállítás bemutatja Csanád és Torontál vármegyék ősgalériájának, képgyűjteményének legszebb darabjait is; a korábban a vármegyeháza közgyűlési termében, a főispáni szalonokban és az alispáni hivatalokban elhelyezett festményeket 1950-es években eltávolították és a múzeum raktárába szállították. Az 1980-as években elkezdődtek a restaurálási munkálatok, 2008 óta pedig egymás mellett láthatják az érdeklődők ezeket a hatalmas méretű, kvalitásos alkotásokat. A képeket megfestő művészek között olyan nagy nevek vannak, mint Barabás Miklós, Székely Bertalan, vagy Karlovszky Bertalan.

### Skanzen
A múzeum udvarában kialakított skanzenben a látogatók betekintést nyerhetnek a hagymás ház belsejébe, ami Erdei Ferenc szülőházának rekonstruált mása. A konyhában a makói hagyma fajtát mutatják be, a helyiség belső részében, egy diorámában az egykori hagymapiacot villantja föl a kiállítás. A hátsó két helyiségben a sajátos makói hagymatermesztés munkamenete és eszközei tekinthetőek meg. A látogatók egyaránt megismerhetik a hagyományos, népi hagymatermesztés folyamatát, de a gépesített hagymaművelés technikáját is.
Az udvaron áll egy egysejtű, lapos tetejű putri, ami a Honvéd városrészben volt cigányputrik másolata, padlás nélküli, tapasztott viskó. Az udvari skanzen részeként látható a Papós - Szilágyi-féle asztalosműhely is; különlegessége a betűjellel ellátott, 130 darabos profilgyalu készlet, amely egész Magyarországon egyedülálló. Az 1990-ig működött műhelyben közel 1000 tárgyat állítottak ki. A kovács- és bognárműhelyt az 1960-as évekig használták; a kiállított tárgyak között fúrógép, fújtató, üllő-, kalapács, kerékgyártó szerszámok, fúrók és az inas ágya találhatóak. A tőle nem messze elhelyezett egy takaros, szántalpas búzáskas Apátfalváról való.

## Időszaki kiállítások
A múzeum földszintjén változatos alkalmi kiállításokat rendeznek: a látogatók a közelmúltban megtekinthettek már egy, a moldvai csángók történetét és kultúráját bemutató tárlatot, egy Ford T-modellt is felvonultató veterán jármű kiállítást, és láthatták Jámborné Balog Tünde batikjait, valamint a zászló- és lobogókiállítást is.

## A múzeum igazgatói
| Név | Hivatali idő | Szakirány                         |
| --- | ------------ | --------------------------------- |
| Pesovár Ernő | 1950 – 1951  | néprajz-muzeológus hallgató       |
| Szabó Mihály | 1951 – 1952  | gimnáziumi tanár                  |
| Péter László | 1952 – 1953  | irodalomtörténész                 |
| Buzás László | 1953 – 1955  | gimnáziumi tanár                  |
| 1956-ban megszüntették a múzeumigazgatói posztot, az intézményre kizárólag teremőr ügyelt egészen 1963-ig |              |                                   |
| Köpösdi Vera | 1963         | tanár                             |
| Dr. Tóth Ferenc | 1964 – 1988  | muzeológus, középiskolai tanár    |
| Dr. Halmágyi Pál | 1988 – 2013  | jogász, történész                 |
| Miután az akkori kormány olyan feltételek mellett adta a múzeumokat városi kézbe, hogy az utánuk járó állami normatíva önmagában nem fedezte azok működtetését, Makó képviselő-testülete átmenetileg egyesítette a könyvtárat és a múzeumot, az új intézmény neve József Attila Városi Könyvtár és Múzeum lett |              |                                   |
| Mátó Erzsébet | 2013         | könyvtárigazgató                  |
| Forgó Géza | 2014         | történész, muzeológus, könyvtáros |
| Szikszai Zsuzsanna | 2015 –       | néprajzos, néptánctanár           |